# ساحل‌رود اقیانوسی
ساحل‌رود اقیانوسی (به انگلیسی: Ocean Bank) که برخی مواقع به آن ساحل‌رود ماهی‌گیری یا صرفاً ساحل‌رود نیز گفته می شود، بخشی از بستر دریاست که در مقایسه با نواحی مجاورش (چون سد ساحلی یا در مقایسه با دریاکوه) کم عمق است. شیب‌های ساحل‌رود اقیانوسی می توانند همچون حاشیه قاره‌ای موجب خیزش آب و جزر و مد گشته یا در مواردی جریان های دیگر به آن ها پیوسته و موجب جریان‌های تغذیه ای گردند. به همین دلیل، برخی از ساحل‌رودهای بزرگ جهان چون ساحل‌رود داجر (Dogger Bank) و پشته‌های بزرگ نیوفاندلند تبدیل به غنی ترین زمین های ماهی گیری جهان شده اند. 
برخی از ساحل‌رودهای اقیانوسی توسط دریانوردانی چون واچوست ریف در قرن ۱۹م گزارش شده اند در حالی که اکنون وجودشان (وجود آن ساحل‌رودها) در هاله ای از ابهام قرار دارند.